# Chlosyne malcolmi
Chlosyne malcolmi är en fjärilsart som beskrevs av Comstock 1926. Chlosyne malcolmi ingår i släktet Chlosyne och familjen praktfjärilar. Inga underarter finns listade i Catalogue of Life.